# ویلفرد آگبوناوباره
ویلفرد آگبوناوباره (انگلیسی: Wilfred Agbonavbare؛ زادهٔ ۵ اکتبر ۱۹۶۶) یک بازیکن فوتبال، و دروازه‌بان (فوتبال) اهل نیجریه است.
از باشگاه‌هایی که در آن بازی کرده‌است می‌توان به رایو وایکانو اشاره کرد.
وی همچنین در تیم‌های ملی فوتبال نیجریه نیجر بازی کرده است.
وی در در سن 48 سالگی بر اثر ابتلا به سرطان در گذشت